# Алан (Арский район)
Ала́н (тат. Алан)— деревня в Арском районе Республики Татарстан Российской Федерации. Входит в состав Среднекорсинского сельского поселения.

## Название
Топоним произошел от оронимического термина татарского происхождения «алан» (поляна).

## География
Деревня расположена в 14 километрах к востоку от города Арск.

## История
Деревня основана в 1930-х годах. Входила в состав Арского района, с 19 февраля 1944 года в Чурилинском, с 14 мая 1956 года в Арском районах.

## Население
| 1938 | 1949 | 1958 | 1970 | 1979 | 1989 | 2000 | 2010 |
| ---- | ---- | ---- | ---- | ---- | ---- | ---- | ---- |
| 160  | 210  | 156  | 171  | 122  | 72   | 133  | 140  |

## Экономика
Полеводство. 

## Социальная инфраструктура
Начальная школа.